# Cenaku Kecil
Cenaku Kecil is een bestuurslaag in het regentschap Indragiri Hulu van de provincie Riau, Indonesië. Cenaku Kecil telt 929 inwoners (volkstelling 2010).